# Canthon virens
Canthon virens är en skalbaggsart som beskrevs av Mannerheim 1829. Canthon virens ingår i släktet Canthon och familjen bladhorningar.

## Underarter
Arten delas in i följande underarter:
- C. v. scrutator
- C. v. surinamensis
- C. v. paraguayanus
- C. v. chalybaeus